# Tiberius Sempronius Gracchus (Kr. e. 215)
Tiberius Sempronius Gracchus (? – Kr. e. 212) római politikus és hadvezér, az előkelő plebeius Sempronia gens tagja volt. Hasonló nevű apja Kr. e. 238-ban consulként elfoglalta Szardínia szigetét, ő maga pedig a második pun háborúban jeleskedett.

## A karrier kezdete
Életének korai szakaszát és karrierjének első lépcsőit nem ismerjük. Kr. e. 216-ban aedilis curulis volt, majd még ebben az évben Marcus Iunius Pera dictator kinevezte magister equitumává. Feladatuk az volt, hogy a cannaei vereség után új hadsereget toborozzanak, amivel végül Casilinumnál, Capua közelében vertek tábort. Perának egy idő után vissza kellett térnie Rómába, így Gracchusra maradt a parancsnokság feladata. Felettese paranancsának engedelmeskedve nem bocsátkozott csatába a közelben lévő punokkal, noha több lehetőség is adódott volna erre. A Hannibal által ostromlott Casilinum éhező lakosságát a Volturnus vizén küldött csomagokkal próbálta ellátni, de tervét felfedték, és a helyőrség maradéka végül szabad elvonulásért cserébe megadta magát. Gracchus ezután követte Perát Rómába, aki olyan elégedett volt vele, hogy javasolta a következő év consuljának. Meg is választották, így Kr. e. 215-ben ő és Lucius Postumius Albinus tölthette be a főhivatalt.

## Hadi sikerek
Consulként az önkéntesek és szövetségesek seregei élére állt, akikkel Liternum mellett táborozott le, és megkezdte kiképzésüket és fegyelmezésüket. Itt értesült arról, hogy a Hanniballal szövetkező campaniaiak Cumae közelében, Hamae-nál találkozót szerveznek, így megindult Cumae felé, ahonnan váratlan támadásával szétverte a campaniaiakat. 2000 katona esett el a harcban, köztük az ellenség vezére, Marius Alfius is. Gracchus ezután visszasietett Cumae-ba, mert Hannibal a közelben, Tifata mellett állomásozott. A punok csak az ütközet után érkeztek a csatatérre, így szövetségeseiket nem tudták megmenteni, de megkezdték a Cumae-ba szorult Gracchus ostromát. A consul egy váratlan kitörésével súlyos veszteségeket okozott nekik, majd visszavonult a falak mögé. Az ostrom helyett csatára készülő Hannibal végül visszavonult Tifatába, Gracchus pedig csapatai élén átvonult az apuliai Luceriába.
Imperiumát Kr. e. 214-re meghosszabbították, és Quintus Fabius Maximus Cunctator, a dictator parancsára Beneventumba vonult két legiója élén. Itt felvette a harcot a Cator folyó vidékét dúló, Bruttiumból Hannóval, akinek kemény csatában súlyos veszteségeket okozott, és végül visszavonulásra kényszerített. A beneventumiak örömünnepet rendeztek győzelme hallatán, amit Gracchus megfestetett, és a képet utóbb elhelyezte az apja által Aventinuson építtetett Libertas-templomban. Az év végén távollétében ismét consullá választották Fabius Maximus társaként.

## Második consuli éve és halála
Kr. e. 213-as hivatali évében Lucania területén harcolt, elfoglalva néhány kisebb várost, és hogy ne kelljen elhagynia seregét, dictatort nevezett ki Caius Claudius Centho személyében a consulválasztó népgyűlés megtartására. Kr. e. 212-ben ismét Beneventumba kellett volna vonulnia, azonban egy Flavius nevű lucaniai elárulta, és Campi Veteresnél a pun Mago csapdájába esett, ahol életét vesztette a harcban. Holttestét Mago elküldte Hannibalhoz, aki nagy tisztelettel eltemettette.